# Piper PA-11 Cub Special
El Piper PA-11 Cub Special es un avión ligero basado en la evolución del Piper J-3 Cub, fabricado por la compañía estadounidense Piper Aircraft durante la década de 1940.

## Diseño y desarrollo

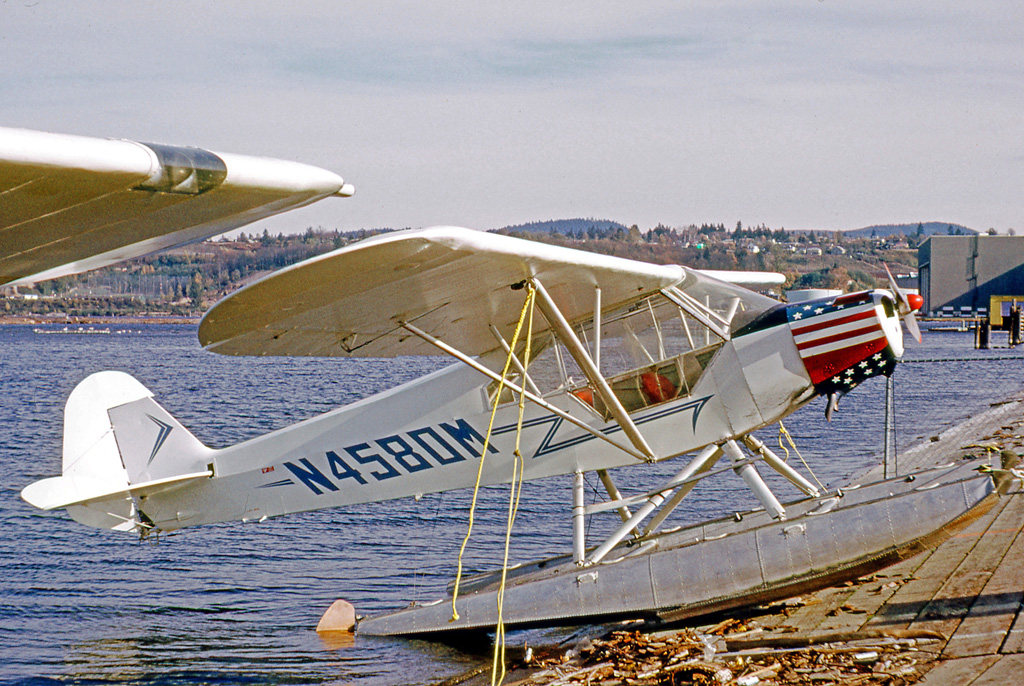
Piper PA-11S Cub Special hidroavión N4580M en Seattle Renton en 1973

La aeronave es básicamente una evolución del Piper J-3 Cub con el motor situado más bajo; una cubierta rodea completamente las cabezas de los cilindros y se incorporan depósitos de combustible en las alas para proporcionarle una mayor autonomía. De esta manera se altera el centro de gravedad del avión, lo que permite realizar vuelos en solitario desde el asiento delantero. Las primeras unidades del PA-11 llevaban motores Continental A65-8, mientras que las últimas tenían la opción de montar un Continental C90-8.
Este aparato fue la base del siguiente modelo de la serie Piper Cub: el Piper PA-18 Super Cub. Debido al ajustado peso del PA-11, es lo suficientemente ligero para tener un buen rendimiento y lo suficientemente pesado para ser fácil de pilotar con vientos más fuertes que el más ligero J-3 Cub.

## Operadores
Israel
- Fuerza Aérea Israelí[3]

 Turquía

## Especificaciones (PA-11 con motor Continental de 90 hp)

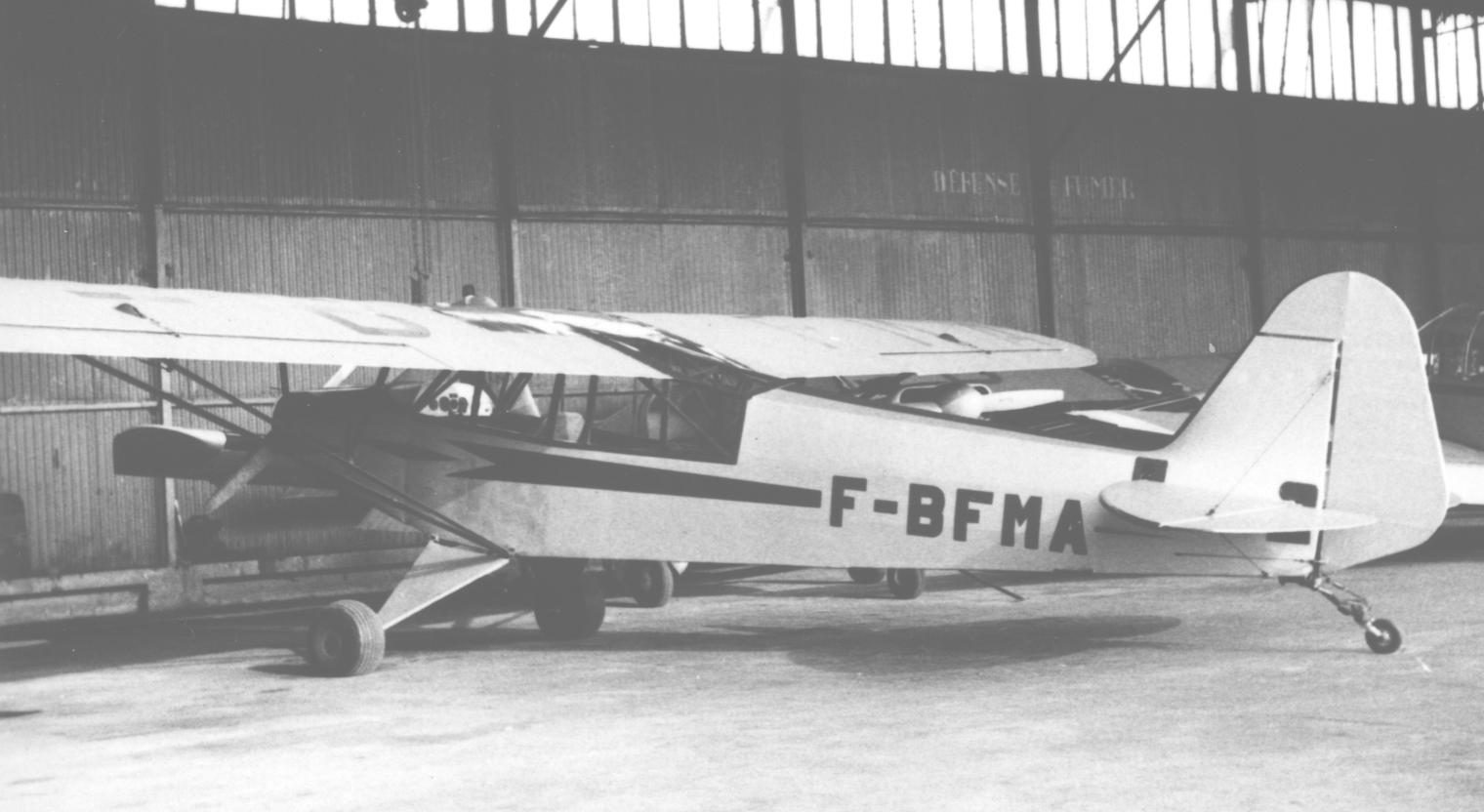
Piper PA-11 en el aeródromo de Chelles-le-Pin, cerca de París.

Referencia datos: Piper Aircraft and Their Forerunners 

### Características generales
- Tripulación: Uno (piloto)
- Capacidad: Un pasajero y 213 kg de carga
- Longitud: 6,8 m (22,3 ft)
- Envergadura: 10,7 m (35,1 ft)
- Altura: 2 m (6,7 ft)
- Superficie alar: 16,6 m² (178,5 ft²)
- Perfil alar: [5]
- Peso vacío: 340 kg (749,4 lb)
- Peso cargado: 553 kg (1218,8 lb)
- Peso útil: 213 kg (469,5 lb)
- Planta motriz: 1× motor bóxer de 4 cilindros refrigerado por aire Continental C90-8.
  - Potencia: 67 kW (92 HP; 91 CV)
- Hélices: Sensenich bipala de madera de paso fijo
- Diámetro de la hélice: 1,83 m[5]
- Capacidad de combustible: 45 L[5]

### Rendimiento
- Velocidad máxima operativa (Vno): 181 km/h (112 MPH; 98 kt)
- Velocidad crucero (Vc): 162 km/h (101 MPH; 87 kt)
- Velocidad de entrada en pérdida (Vs): 65 km/h (40 MPH; 35 kt)
- Alcance: 567 km (306 nmi; 352 mi)
- Techo de vuelo: 4880 m (16 010 ft)

## Aeronaves relacionadas

### Desarrollos relacionados
- Piper J-3 Cub
- Piper PA-18 Super Cub

### Secuencias de designación
- Secuencia PA-_ (interna de Piper): ← PA-6 - PA-7 - PA-8 - PA-11 - PA-12 - PA-14 - PA-15 →
- Secuencia L-_ (Aviones de Enlace de las USAAF/USAF, 1942-1962): ← L-15 - L-16 - L-17 - L-18/C - L-19 - L-20 - L-21 →
- Secuencia B.S._ (Aviones de Enlace de las Reales Fuerzas Armadas Tailandesas): B.S.1 - B.S.2 - B.S.3/K - B.S.4 - B.S.5 - B.S.6 →